# Stadio Giuseppe Grezar
Lo stadio comunale Giuseppe Grezar è un impianto sportivo di Trieste, il secondo più importante della città dopo il più recente Nereo Rocco.
Inaugurato come "Stadio del Littorio", dal 1943 al 1966 chiamato "Comunale", e popolarmente noto come Stadio di Valmaura, dal nome del quartiere in cui sorge, fu successivamente intitolato al calciatore triestino Giuseppe Grezar, che faceva parte della squadra del Grande Torino e che fu tra le vittime della tragedia di Superga, del 1949. Per molte stagioni impianto interno della Triestina, è stato trasformato in un impianto polifunzionale, con una pista di otto corsie dedicata all'atletica leggera.

## La nascita dell'impianto

### Costruzione
L'idea della costruzione di un impianto calcistico moderno e capiente nacque nel 1928, con l'approdo della Triestina, principale sodalizio calcistico cittadino, alla Divisione Nazionale, il primo livello della piramide del campionato italiano di calcio.
Su impulso del prefetto, Porro, e del segretario cittadino del PNF, Perusino, venne costituita una commissione apposita, che potesse analizzare la questione. Successivamente vennero convocate le principali istituzioni cittadine, pubbliche e private, al fine di raccogliere i fondi necessari alla costruzione. Vennero sollecitate, oltre al Comune e alla Provincia di Trieste, le Assicurazioni Generali, la Riunione Adriatica di Sicurtà, l'Unione Industriale, la Federazione degli Armatori, la Cassa di Risparmio, la Federazione dei Commercianti e la Banca Commerciale Triestina. Il progetto venne affidato all'architetto Umberto Nordio, che venne assistito dall'ingegnere Renato Rostirolla.
Come localizzazione dell'impianto vennero scelti dei terreni comunali, precedentemente acquistati per l'ampliamento del macello cittadino (ampliamento che poi venne abbandonato), nella zona di San Sabba, ove era già presente un campo sportivo della Ginnastica Triestina. Vennero scartate altre ipotesi, come Cologna, Montebello, Ponziana e Sant'Andrea.
Dopo la scelta dei terreni venne costituito un comitato esecutivo, di cui fecero parte Perusino, il podestà Giorgio Pitacco, e il dottor Segre. Successivamente venne costituita una commissione tecnica, che affiancò il progettista, e affidò i lavori all'impresa Zelco e Locatelli, che iniziò i lavori il 1º agosto 1931.
I lavori videro la visita del presidente della FIDAL, Luigi Ridolfi Vay da Verrazzano, del vicepresidente della FIGC, Graziani, e del noto allenatore austriaco di calcio, Hugo Meisl, nonché vicepresidente della Federazione calcistica dell'Austria.

### Caratteristiche tecniche
La superficie totale della struttura era misurata in 15 586 m², e per la costruzione erano state stimate 250 000 ore lavoro. Per la demolizione di una piccola collina, da lato di via dell'Istria, erano stati movimentati 24 000 m³.
Il terreno di gioco venne leggermente rialzato rispetto a quello utilizzato dalla Ginnastica Triestina. Soprattutto, per evitare il ristagno dell'acqua, in caso di pioggia, venne asportato lo strato argilloso, e creato un sistema di canalizzazioni, al fine di permettere un migliore drenaggio. La terra per coprire il campo da gioco venne, in parte, dai recenti scavi effettuati presso il torrione del Castello di San Giusto.
Attorno al campo venne disegnata una pista per l'atletica, coperta con materiale tennissol, lunga 440 metri, larga 7,25 metri, con un rettilineo di 122 metri. All'altezza della curva nord vennero disegnate due pedane semicircolari e le fosse per il salto in alto, e la pedana per il lancio del giavellotto. Nella stessa zona vennero create le piazzole per il lancio del peso e del martello. Le zone per il salto con l'asta, salto in lungo e triplo, vennero posizionate ai piedi della tribuna centrale. La sistemazione del manto erboso e la progettazione della pista fu affidata all'ingegnere De Bernardi di Torino.
La tribuna centrale, coperta, poteva contenere 2 700 posti, mentre la tribuna scoperta dei popolari, ne conteneva 18 000. Tenendo conto dei posti del parterre, la capienza era fissata in 23 000 spettatori.

### Inaugurazione
L'impianto inaugurato alle 15:30 del 25 settembre 1932, poco prima dell'incontro Triestina-Napoli, valido per la seconda giornata del campionato Serie A 1932-1933.
All'inaugurazione parteciparono le più alte cariche cittadine, col prefetto Porro che spezzò una bottiglia di spumante contro una delle porte, come gesto beneaugurante. Il vescovo di Trieste, Luigi Fogar, venne rappresentato dal monsignor Tamaro, che impartì la benedizione all'impianto. Il calcio d'inizio simbolico venne dato da una bambina, Anna Maria Barbo.
L'incontro terminò sul 2-2. Il primo gol, nel nuovo stadio, venne marcato dal giocatore rossoalabardato Carlo Rosa, che segnò una doppietta. I gol degli azzurri furono di Attila Sallustro e Valerio Gravisi (tra l'altro triestino di nascita). All'incontro assistettero tra i quindicimila e ventimila spettatori.
Nei giorni precedenti all'inaugurazione Amedeo di Savoia, Duca d'Aosta, aveva accettato la presidenza onoraria della Triestina.

## L'intitolazione

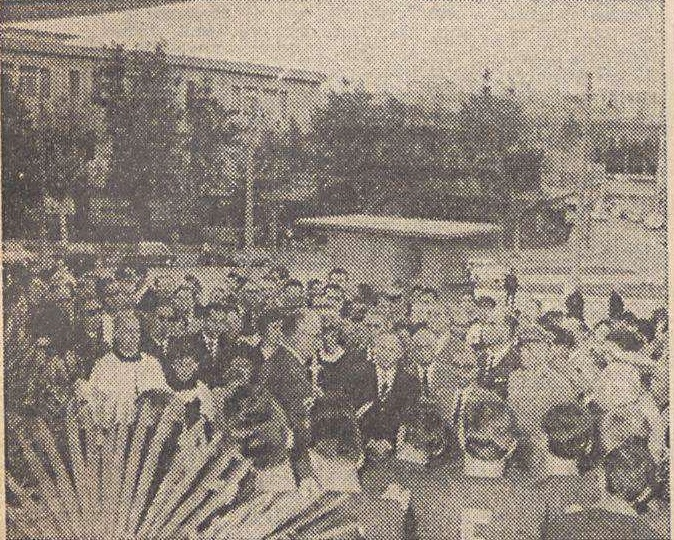
Il 1º ottobre 1966 lo stadio comunale venne intitolato ufficialmente a Giuseppe Grezar.

Inizialmente intitolato come Stadio del Littorio, perse tale denominazione nel 1943. Da quel momento la sua denominazione ufficiale fu di Stadio Comunale, anche se prevalse l'uso popolare di indicarlo quale Stadio di Valmaura, dal nome del quartiere ove ha sede.
Il 1º ottobre 1966, il giorno precedente alla prima gara interna stagionale di campionato della Triestina, venne intitolato alla memoria di Giuseppe Grezar, centrocampista del Grande Torino, perito nella Tragedia di Superga. Alla cerimonia presenziarono le più alte cariche cittadine, tra cui il sindaco Mario Franzil. Una targa ricordo venne apposta sul lato, verso il piazzale di Valmaura, che venne scoperta da Ardea, figlia del calciatore.

## L'ampliamento

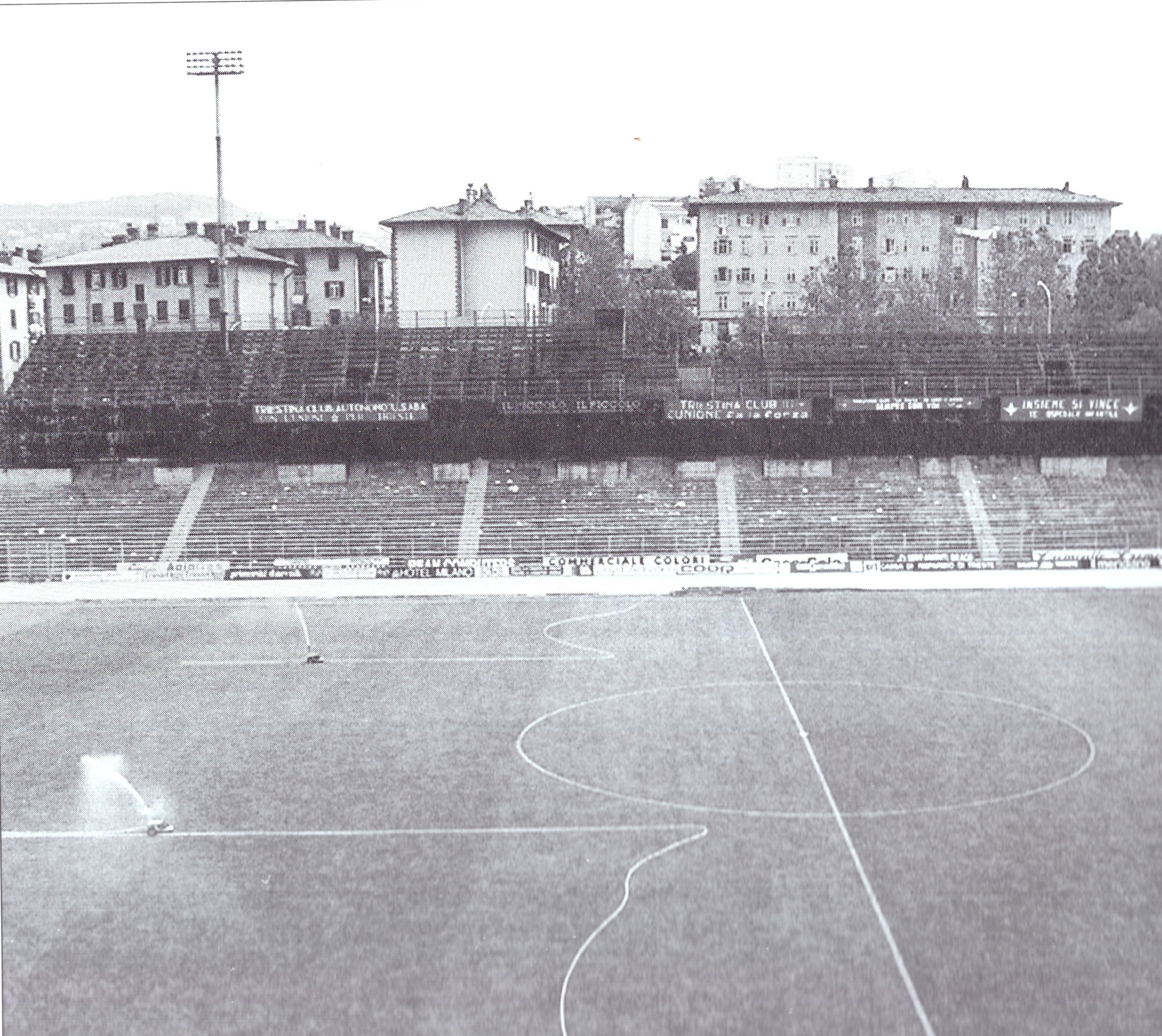
La nuova tribuna sopraelevata, costruita in tubi Innocenti, realizzata dopo la promozione in Serie B della Triestina, nel 1983.

Nel 1983, a seguito della promozione della Triestina in Serie B, venne deciso un ampliamento della capienza dello stadio. I lavori, iniziati nel luglio, si conclusero prima dell'inizio del campionato successivo. Venne innalzata una struttura in tubi Innocenti, al di sopra della gradinata, con la creazione di 1 500 posti. Venne anche ampliata la curva Sud, per un aumento dei posti disponibili stimato, in totale, in 2 700 unità. In tutto la capienza effettiva venne così portata a 20 815 posti. Vennero rimodernati, inoltre, gli spogliatoi.

## La ristrutturazione
Nel 2004 è cominciata la ristrutturazione, che sarebbe dovuta terminare nell'autunno 2010. A causa del fallimento della ditta incaricata, il termine slittò, inizialmente di un anno, anche se la pista di atletica e il campo di calcio erano utilizzabili già dal maggio 2011. Ulteriori ritardi fecero slittare la scadenza al 2012, quando fu concesso l'uso esclusivo dell'impianto alla FIDAL.
La pista e gli impianti sportivi furono infine inaugurati il 27 febbraio 2013, mentre spogliatoi e servizi avrebbero dovuto essere completati più avanti, nel corso dello stesso anno. A seguito di ulteriori ritardi, l'apertura definitiva dell'impianto venne fatta slittare al termine del 2016, ma nemmeno questo termine venne rispettato.
A seguito dell'assegnazione dei campionati italiani di atletica leggera 2017, lo stadio è stato infine aperto il 29 giugno 2017 con l'inizio dei campionati stessi.

## Utilizzo calcistico

Una fase di Italia-Inghilterra (nazionali U.23) disputata allo stadio Grezar nel 1968.

Lo stadio divenne la sede delle gare interne della Triestina, che fino a quel momento era stata accolta sul campo di Montebello. La squadra venne ospitata in questo impianto fino alla costruzione del nuovo Stadio Nereo Rocco, inaugurato nel 1992. 
Lo stadio venne selezionato quale sede per i mondiali di calcio del 1934; fu disputata la gara valida per gli ottavi di finale tra Cecoslovacchia e Romania. La Cecoslovacchia, che arrivò in finale, battuta poi dall'Italia, s'impose per 2-1.
Il 27 aprile 1941 il Bologna, dopo lo 0-0 con la Triestina, ottenne la matematica certezza del suo sesto scudetto.
Lo stesso evento si riprodusse il 6 maggio 1956, quando, grazie all'1-1 contro la squadra di casa, la Fiorentina vi si aggiudicò il suo primo scudetto.
Il 18 maggio 1958, dopo la vittoria sul Cagliari per 3-1 allo stadio di Valmaura, la Triestina riconquistò la massima serie, dopo un anno d'assenza.
Lo stadio ha ospitato in due occasioni gare valide per le coppe europee principali: lo spareggio tra la Juventus e il Belgrado, valido per il primo turno della Coppa delle Fiere 1963-1964 e il ritorno, sempre valido per il primo turno, della Coppa UEFA 1971-1972 tra i ciprioti del Digenis Akritas Morphou e il Milan.

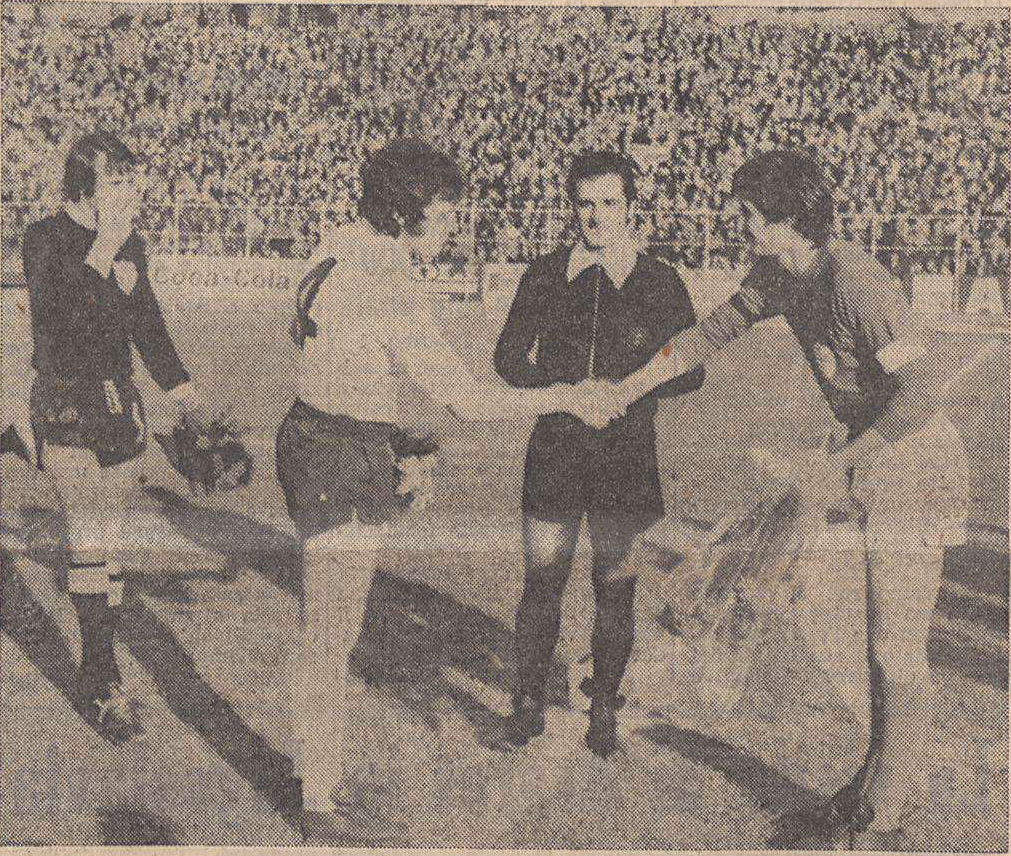
Il derby tra Triestina e Ponziana, del 1º dicembre 1974, fu l'incontro che vide il maggior afflusso di pubblico allo Stadio Grezar. Qui i due capitani si scambiano i gagliardetti, prima del match.

Il 1º dicembre 1974 si disputò il derby cittadino contro il Ponziana, valido quale match della Serie D; la gara rappresenta l'incontro che vide la maggior affluenza di pubblico nella storia dello stadio.
Il Ponziana aveva utilizzato il Grezar anche l'anno precedente, nella partita decisiva per la promozione in Serie D, contro il Maniago. Nelle due stagioni di militanza in Serie D l'altra compagine triestina condivise l'impiego del Grezar con la Triestina.
Il 15 maggio 1980 la Triestina, battendovi la squadra inglese del Sutton United ai calci di rigore, si aggiudicò la Coppa Anglo-Italiana. Esattamente tre anni dopo, il 15 maggio 1983, a seguito della vittoria sul Parma per 2-1, la Triestina festeggiò il ritorno in Serie B, dopo 18 anni d'assenza.

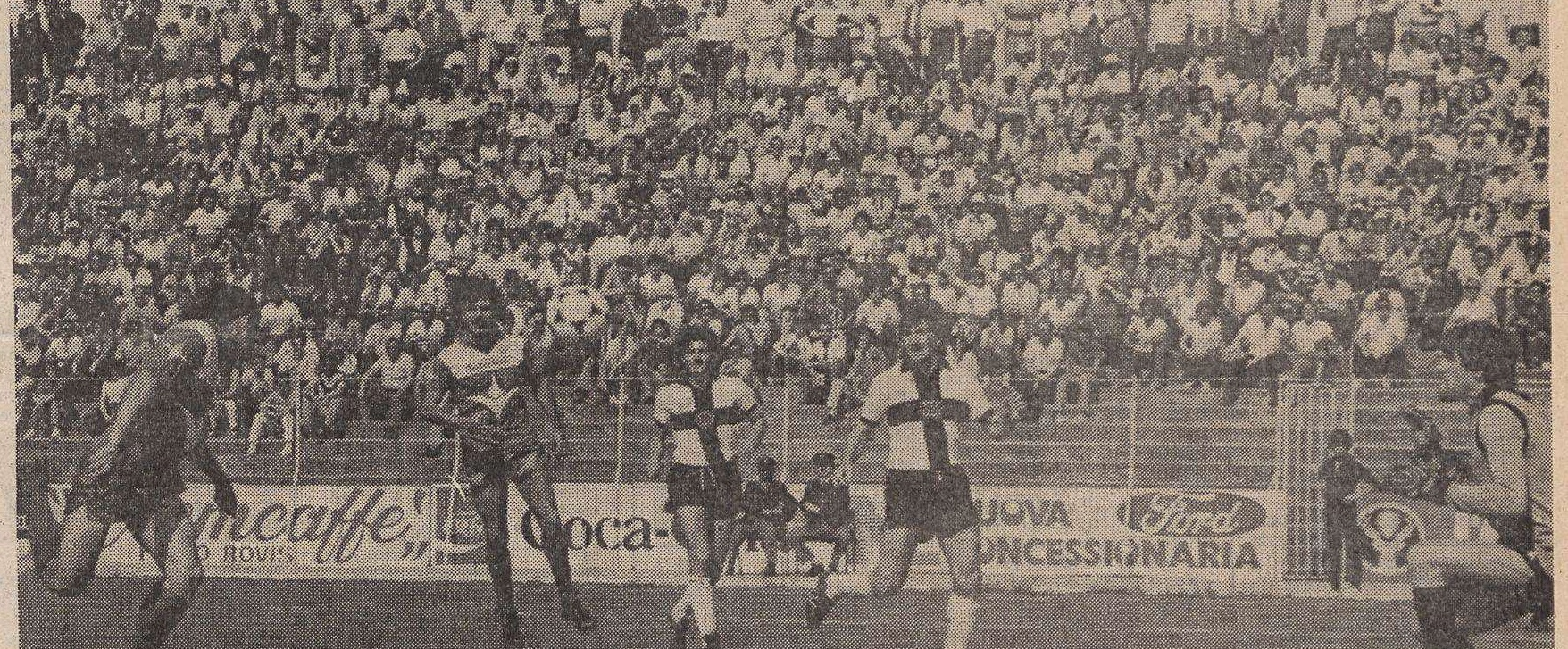
Francesco De Falco realizza il gol dell'1-0, in Triestina-Parma, del 15 maggio 1983.

Il 6 giugno 1990 la Triestina affrontò in amichevole la Spagna, che si stava preparando per i vicini mondiali in Italia.
Nella stagione 1990-1991 lo stadio fu sede delle gare casalinghe anche del San Giovanni, formazione cittadina militante nel campionato Interregionale.
Il 27 settembre 1992 la Triestina disputò l'ultimo incontro al Grezar, prima del passaggio allo stadio nuovo. La formazione alabardata batté per 3-0 la Sambenedettese.
Dalla inaugurazione dello Stadio Rocco il Grezar ha ospitato una sola gara ufficiale della Triestina, il 1º novembre 1994, Triestina-Sevegliano (1-0), gara valevole per il campionato nazionale dilettanti.
In occasione del Campionato europeo di calcio Under-21 2019, disputato in Italia, la Serbia ha utilizzato il Grezar quale campo d'allenamento.

### Incontri con maggiori affluenze
| Data       | Incontro             | Competizione           | Spettatori |
| ---------- | -------------------- | ---------------------- | ---------- |
| 01.12.1974 | Triestina- Ponziana  | Serie D 1974-1975      | 20.360     |
| 08.02.1984 | Triestina- Udinese   | Coppa Italia 1983-1984 | 20.157     |
| 10.06.1951 | Triestina- Genoa     | Serie A 1950-1951      | 19.628     |
| 05.05.1985 | Triestina- Pisa      | Serie B 1984-1985      | 19.499     |
| 06.04.1985 | Triestina- Bari      | Serie B 1984-1985      | 19.402     |
| 14.09.1952 | Triestina- Roma      | Serie A 1951-1952      | 19.331     |
| 03.06.1962 | Triestina- Biellese  | Serie C 1961-1962      | 19.005     |
| 03.04.1938 | Triestina- Juventus  | Serie A 1937-1938      | 19.000     |
| 22.10.1950 | Triestina- Udinese   | Serie A 1950-1951      | 18.822     |
| 17.04.1983 | Triestina- Padova    | Serie C1 1982-1983     | 18.597     |
| 15.04.1984 | Triestina- Cremonese | Serie B 1983-1984      | 17.894     |

## Partite internazionali di calcio

### Campionato del mondo di calcio 1934
| Arbitro: | Langenus |

|                     |           |           |
| Puč 49’ Nejedlý 67’ | Marcatori | 10’ Dobay |

### Incontri della Nazionale italiana
Fra gli otto impianti che ospitarono i Mondiali di calcio 1934 è l'unico a non aver mai visto giocare la Nazionale Italiana A.
Lo stadio ha ospitato in tre occasioni l'Italia B e Italia U.23:
| Arbitro: | Kann |

|                        |           |  |
| Busoni 9’ Levratto 26’ | Marcatori |  |

| Arbitro: | Merlotti |

|             |           |            |
| Bettini 18’ | Marcatori | 80’ Lefter |

| Arbitro: | Baubauczer |

|             |           |             |
| S. Gori 18’ | Marcatori | 36’ Kendall |

Il Grezar ha anche ospitato l'Under-21 in due occasioni:
| Arbitro: | Szilagy |

|                                           |           |                                |
| Pulici 20’ 58’ 75’ Oriali 67’ Fabbian 73’ | Marcatori | 42’ Rijsbergen 82’ van Marwijk |

| Arbitro: | Marquez Perez |

|                         |           |              |
| Giordano 35’ 41’ (rig.) | Marcatori | 79’ Jeslínek |

### Incontri delle rappresentative di Lega
In tre occasioni si sono disputate delle gare con rappresentative di Lega Nazionale Serie B Under-21 e Lega Nazionale Serie C Under-21:
| Arbitro: | Győri |

|                         |           |               |
| Cipriani 21’ Romano 90’ | Marcatori | 58’ Forestier |

| Arbitro: | Bazzari |

|                   |           |           |
| Simonetta 45’ 85’ | Marcatori | 14’ Brkić |

| Arbitro: | Petrović |

|                                             |           |  |
| Pizzi 2’ (rig.) Ganz 78’ Kashaba 83’ (aut.) | Marcatori |  |

### Coppe europee
| Arbitro: | Dienst |

|                |           |  |
| Menichelli 13’ | Marcatori |  |

| Arbitro: | Sterev |

|  |           |                          |
|  | Marcatori | 11’ 75’ Villa 63’ Rivera |

## Altri eventi sportivi

### Atletica leggera

Nel 1963 Magalì Vettorazzo batté il record italiano di salto in lungo nel corso dei campionati italiani di atletica, disputati allo stadio comunale di Trieste.

Nel settembre 1953 l'impianto fu sede del triangolare tra le nazionali femminili di atletica d'Italia, Austria e Svizzera. Il 28 e 29 settembre 1957, invece, si svolse l'incontro tra le nazionali maschili di Italia e Svezia.
Dal 19 al 21 luglio 1963 lo stadio ospitò i Campionati italiani assoluti di atletica leggera. Nel corso della manifestazione Francesco Bianchi batté due volte il record italiano sugli 800 m di Mariolino Lanzi, che durava dal 1939, prima con 1'49 netti, poi con 1'48"7 mentre Letizia Bertoni ottenne quello sugli 80 h con 11" netti. Infine Magalì Vettorazzo portò il limite nazionale nel salto in lungo femminile a 6,08 m. Nel luglio 1968 lo stadio ospitò nuovamente i Campionati italiani. Il 13 e 14 settembre 1977 fu teatro dell'incontro tra le nazionali italiane e ungheresi.
L'impianto rinnovato ha ospitato l'edizione 2017 dei campionati italiani di atletica leggera.

### Hockey su prato
L'impianto ha ospitato anche incontri del CUS Trieste, formazione di hockey su prato, nella stagione 1979.

## Altri eventi
Il 1º maggio 1955 lo stadio ospitò un comizio di Palmiro Togliatti, segretario del PCI; Togliatti, nel corso del suo intervento, fu colpito da un malore.
Nel giugno del 1983 ospitò un concerto di Franco Battiato. Il 12 giugno 1998 fu sede di un concerto del gruppo inglese hard rock Deep Purple. Il 23 giugno dello stesso anno si esibirono i Simple Minds.